# Gare de Thury-Harcourt
La gare de Thury-Harcourt est une ancienne gare ferroviaire française de la ligne de Caen à Cerisy-Belle-Étoile, située sur le territoire de la commune du Hom, dans le département du Calvados, en région Normandie.
Elle est mise en service en 1873 sous le nom Croisilles - Harcourt par la Compagnie des chemins de fer de l'Ouest et fermée à tout trafic en 1970, après avoir pris entre-temps le nom de Thury-Harcourt.

## Situation ferroviaire
Établie à 27 m d'altitude, la gare de Thury-Harcourt est située au point kilométrique (PK) 265,981 de la ligne de Caen à Cerisy-Belle-Étoile, entre les gares de Grimbosq et de Saint-Rémy (Calvados).
La voie emprunte le tunnel du Hom juste avant l'entrée en gare.
À l'origine, la gare est située sur la commune de Croisilles. Ce n'est qu'en 1950 que le quartier de la gare est rattachée à la commune de Thury-Harcourt,.

## Histoire
La gare fut ouverte à partir du 15 mai 1873, bénéficiant de l'extension de la ligne Flers-Berjou vers Caen. Son exploitation fut reprise en 1908 par la Compagnie des chemins de fer de l'État, puis en 1938 par la Société nationale des chemins de fer français (SNCF). Elle subit de sévères bombardements en juin et juillet 1944. Reconstruite dans les années 1950, elle fut exploitée jusqu’au 3 mai 1970[réf. nécessaire]. De 1991 à 1993, elle est utilisée dans le cadre de l’exploitation de trains touristiques. Depuis le début des années 2000, la plateforme ferroviaire est entretenue par les soins de l’Amicale pour la mise en valeur de la ligne Caen-Flers. Depuis 2005, elle fait l'objet d'un débat pour sa réouverture au service TER. Finalement, le 12 décembre 2006, le conseil régional de Basse-Normandie prend la décision de sauvegarder la ligne.

## Service des voyageurs
Fermée à tout trafic, la gare a gardé son bâtiment voyageurs de style « standard reconstruction », architecture particulière liée à la reconstruction dans les années 1950. Il est identique à celui de la gare de Mutrécy, située sur la même ligne.